# Imre Bence
Imre Bence (Budapest, 2002. október 15. –) magyar válogatott kézilabdázó, a THW Kiel játékosa.
Édesapja Imre Géza világ- és Európa-bajnok, olimpiai ezüstérmes vívó, édesanyja Kökény Beatrix olimpiai ezüstérmes, Európa-bajnok kézilabdázó.

## Pályafutása

### Klubcsapatokban
Imre Bence 2008-ban kezdett kézilabdázni a Bp. Elektromos SE csapatában. Versenyszerűen 2014-től Ferencvárosi TC-ben kézilabdázik. 2018-ban az FTC U22-es csapatával már játszott a felnőttek között az NB II-ben. Az első osztályban 2019 tavaszán mutatkozott be. 2022-ben tagja volt a bajnoki negyedik helyezett csaptnak, így a következő szezonban nemzetközi kupában is játszhatott. Az Európa-ligában nyolcaddöntőig jutott csapatával, ebben a sorozatban Imre Bence 19 gólt szerzett. 2024 márciusában bejelentették, hogy a szezon végén távozik a csapattól és a német rekordbajnok THW Kiel játékosa lesz. 2024 decemberében az év magyar kézilabdázójának választották. Első németországi idényében kupagyőztes lett a Kiellel.

### A válogatottban
A felnőttválogatottban 2023 áprilisában mutatkozhatott be a Litvánia elleni Európa-bajnoki selejtező mérkőzésen, amelyen 9 gólt szerzett. Tagja volt a 2023-as junior világbajnokságon ezüstérmes csapatnak.
A 2024-es Európa-bajnokságra utazó csapat tagja volt. Az első két mérkőzéseken nem került meccskeretbe, a harmadik csoportmérkőzésen az Izland elleni összecsapáson viszont egyből a kezdőcsapatba került és négy gólt is szerzett a meccsen. Végül hat mérkőzésen lőtt 20 találattal zárta a tornát. 2024 márciusában az olimpiára való kijutásról döntő Portugália elleni selejtező mérkőzésen minden lövése sikeres volt, kilenc gólt ért el és a mérkőzés legjobbjának is megválasztották.

## Sikerei, díjai
- Junior világbajnokságon ezüstérmes: 2023
- Az év magyar kézilabdázója: 2024[10]